# Fábio Nunes
Fábio Nunes (født 15. januar 1980) er en tidligere brasiliansk fodboldspiller.